# Israel Kirzner
Israel Meir Kirzner (Yisroel Mayer Kirzner), (13 de febrero de 1930), es un economista estadounidense de origen británico estrechamente identificado con la Escuela Austriaca. Actualmente es el economista austriaco vivo de más alto rango.

## Biografía
Kirzner es hijo de un famoso rabino y talmudista. Nació en Londres, Inglaterra, y emigró a Estados Unidos vía Sudáfrica. 

## Educación
Después de estudiar en la Universidad de Ciudad del Cabo, Sudáfrica en 1947-48 y con el Programa Externo de la Universidad de Londres en 1950-51, Kirzner recibió su B.A. summa cum laude del Brooklyn College en 1954, un MBA en 1955 y un Ph.D. en 1957 de la Universidad de Nueva York, siendo alumno de Ludwig von Mises. Israel Kirzner es un rabino ordenado.

## Economía
Kirzner es profesor emérito de economía en la Universidad de Nueva York y una de las principales autoridades en el pensamiento y la metodología en economía de Ludwig von Mises.
La investigación de Kirzner sobre economía empresarial también es ampliamente reconocida. Los trabajos más notables de Kirzner se encuentran en el campo de la economía del conocimiento y la iniciativa empresarial y la ética de los mercados. Kirzner ha dicho que está de acuerdo con la afirmación de Roger Garrison que el trabajo de Kirzner toma el término medio, en comparación con la reciente posición más extrema de algunos economistas de la Escuela Austriaca que niegan la importancia del equilibrio del mercado.
Su libro, Competencia y emprendimiento, critica la teoría neoclásica por su preocupación por el modelo de competencia perfecta, que descuida el importante papel del empresario en la vida económica. El trabajo de Kirzner integrando la acción empresarial en la economía neoclásica ha sido más ampliamente aceptado que casi cualquier otra idea austriaca de finales del siglo XX.
En 2006, Kirzner recibió el Premio Mundial de Investigación en Emprendimiento "por el desarrollo de la teoría económica, haciendo hincapié en la importancia del empresario para el crecimiento económico y el funcionamiento del proceso capitalista." Debido a su contribución a la teoría económica de la Universidad Francisco Marroquín le concedió un doctorado honoris causa. UFM también nombró a su Centro de Emprendimiento Kirzner en su honor.

## Obras

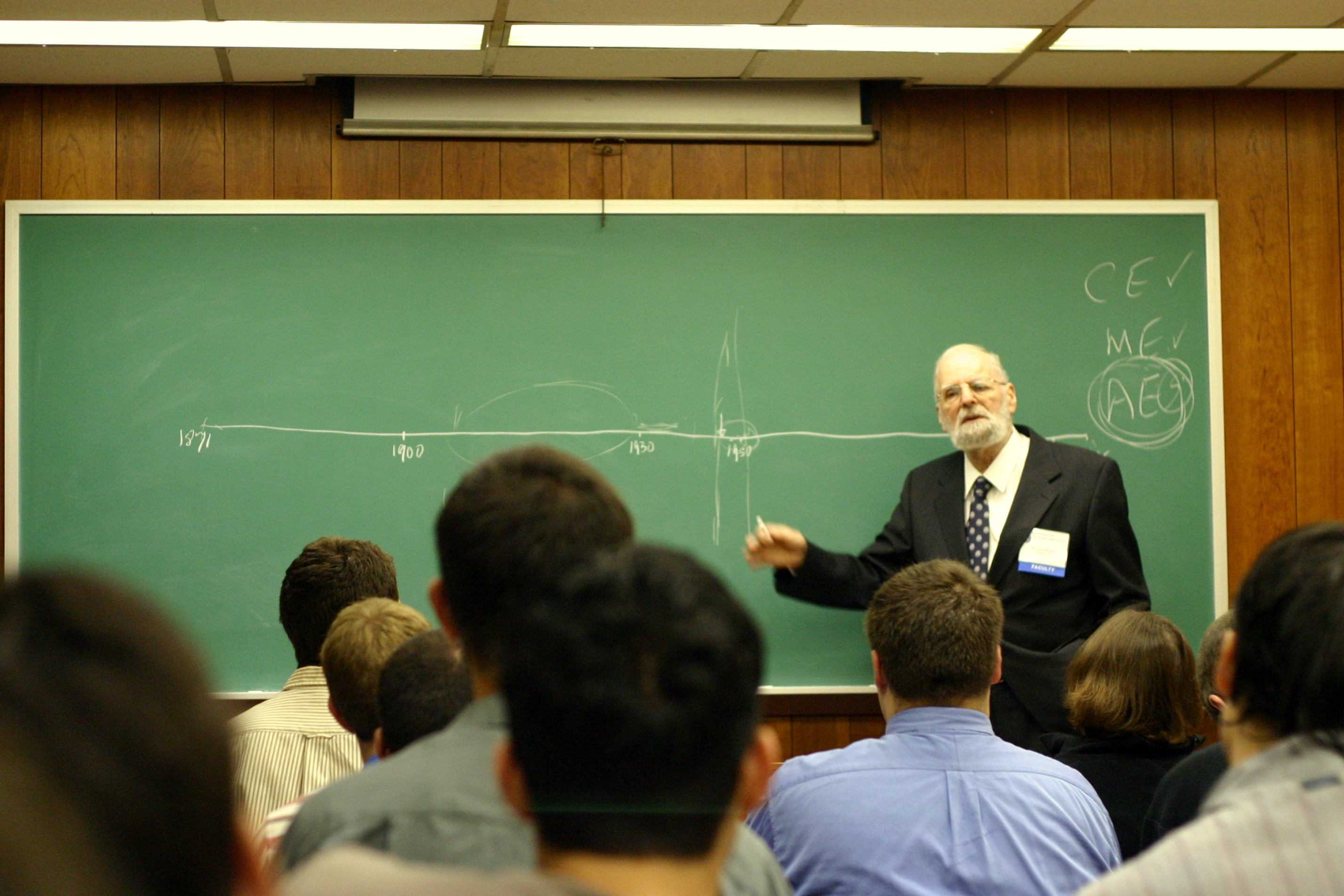
Ponencia en Foundation for Economic Education, 2006

Algunas de sus obras más importantes sobre economía son las siguientes:
- "Entrepreneurial Discovery and The Competitive Market Process: An Austrian Approach," Journal of Economic Literature. (marzo de 1997) via JSTOR.
- The Meaning of Market Process, (Routledge 1992).
- Discovery, Capitalism and Distributive Justice, (Basil Blackwell 1989). (En español: Creatividad, capitalismo y justicia distributiva).
- Discovery and the Capitalist Process, (Chicago, 1985).
- The Economic Point of View: An Essay in the History of Economic Thought, (Kansas City: Sheed and Ward, Inc., 1976; ).
- Perception, Opportunity and Profit: Studies in the Theory of Entrepreneurship, (Chicago, 1973)
- Competition and Entrepreneurship, (Chicago 1973), ISBN 0-226-43776-0. (En español: Competencia y Empresarialidad).
- An Essay on Capital, (A.M. Kelley, 1966).
- Market Theory and the Price System, (Van Nostrand, 1963).

## Experto en judaísmo ortodoxo
Kirzner es asimismo un ordenado rabino haredí y especialista en el Talmud, y ejerce de rabino en la congregación que anteriormente encabezaba su padre en Brooklyn, Nueva York. Es uno de los más famosos discípulos del rabino Isaac Hutner, el último director de la Yeshivá Rabino Jaim Berlín, donde estudió durante muchos años durante la misma época en que obtuvo su experiencia académica. Kirzner es una autoridad en los escritos de Hutner y es uno de los pocos editores oficiales de todas las obras escritas por Hutner.